# 馮亞榮
馮亞榮（Cerezo Fung a Wing，1983年9月24日—），是一名已退役蘇利南華裔足球運動員，司職後衛。其父是中國人後代，曾效力荷蘭足球甲級聯賽球隊禾寧丹、華域克、迪加史卓普。

## 生平
馮亞榮祖先由中國移居蘇利南，他在2001年加盟荷蘭足球甲級聯賽球隊禾寧丹，展開職業足球員生涯，2001年10月19日首次披甲上陣，協助球隊以5比1大勝對手，効力4個球季，總共上陣83場。
2005年被外借到華域克，其後於2005年夏天正式轉會加盟，2007年再轉會荷蘭乙組足球聯賽球隊迪加史卓普，2009-10年度球隊，迪加史卓普贏得荷蘭乙組聯賽冠軍，得以升上甲組作賽。